# My Little Pony: Make Your Mark
My Little Pony: Deja tu marca (en inglés: My Little Pony: Make Your Mark) es una serie de televisión de fantasía animada canadiense-estadounidense producida por WildBrain y Hasbro Studios, basada en la línea de juguetes y obras animadas My Little Pony, de Hasbro. (es conocida también como la quinta generación o G5) La serie se estrenó el 26 de mayo de 2022 en Netflix y culminó el 23 de noviembre de 2023 con 6 temporadas y 27 episodios.
El desarrollo de la trama de la serie ocurre después de los acontecimientos de la película My Little Pony: A New Generation, tiene como protagonista a Sunny Starscout una pony terrestre y sus amigos Izzy Moonbow, Hitch Trailblazer; y las hermanas Zipp Storm y Pipp Petals 

## Desarrollo
En 2019, cuando concluyó My Little Pony: La magia de la amistad, Hasbro comenzó a trabajar en una quinta generación de su conocida línea de juguetes. Desde el inicio del desarrollo, la idea era expandir la franquicia y el universo de la serie anterior, en lugar de crear uno nuevo. Al igual que Friendship Is Magic, la nueva serie se desarrolla en Equestria; sin embargo, tiene lugar muchas generaciones después de los sucesos de la serie anterior. Esto permitió a Hasbro incluir «easter eggs» de las generaciones previas.

## Premisa
Muchos años después de los acontecimientos de My Little Pony: La magia de la amistad y tras los eventos de la película My Little Pony: A New Generation, en la que seis ponis se unieron para devolver la magia a Equestria, los tres tipos de ponis (unicornios, pegasos y ponis terrestres) aún enfrentan obstáculos para convivir entre ellos y con la magia.
Sunny y sus amigos emprenden diversas aventuras. Mientras tanto, Opaline, una inmortal alicornio, desea apoderarse de toda la magia de Equestria y gobernar la tierra. Ella envía a su asistente unicornio, Misty, a espiar a Sunny y sus amigos para promover los planes de Opaline. Aunque Misty rara vez tiene éxito, a veces disfruta de la vida en Maretime Bay y comienza a descubrir que el mundo exterior es más amplio de lo que Opaline le había contado. A medida que avanza la serie, Opaline idea una serie de planes para fortalecer su propia magia en preparación para montar un asalto a Equestria.

## Reparto y personajes
- Sunny Starscout (Jenna Warren) una pony/terrestre alicornio que dirige un puesto de batidos en Maretime Bay.
- Izzy Moonbow (Ana Sani) Una unicornio despreocupada de Bridlewood que disfruta de las artes y las manualidades.
- Pipp Petals  (AJ Bridel) una princesa pegaso de Zephyr Heights con un gran número de seguidores en sus redes sociales.
- Hitch Trailblazer (J.J. Gerber) n pony terrestre con afinidad por las criaturas que actúa como sheriff de Maretime Bay.
- Zephyrina "Zipp" Storm (Maitreyi Ramakrishnan) una princesa Pegaso de Zephyr Heights designada para investigar fenómenos mágicos en Maretime Bay.
- Sparky Sparkeroni (Rob Tinkler) un bebé dragón macho con magia poderosa y caótica
- Misty Brightdawn (Bahia Watson) Una timida pony unicornio que le sirve de asistente a Opaline
- Opaline Arcana (Athena Karkanis) una amenazante alicornio de fuego que busca controlar toda Equestria y su magia.
- Allura (Julie Lemieux), un leopardo de las nieves alado que tiene el poder de hipnotizar.

## Episodios
| Temporada | Temporada | Episodios | Fecha de estreno         |
| --------- | --------- | --------- | ------------------------ |
|           | 1         | 1         | 26 de mayo de 2022       |
|           | 2         | 8         | 26 de septiembre de 2022 |
|           | 3         | 1         | 21 de noviembre de 2022  |
|           | 4         | 7         | 6 de junio de 2023       |
|           | 5         | 6         | 18 de septiembre de 2023 |
|           | 6         | 4         | 23 de noviembre de 2023  |

## Doblaje al español latinoamericano
| Elenco            | Elenco                                                    |
| Personaje         | Actor de Doblaje                                          |
| ----------------- | --------------------------------------------------------- |
| Sunny Starscout   | Leslie Gil                                                |
| Hitch Trailblazer | Luis Fernando Orozco                                      |
| Izzy Moonbow      | Leticia Amezcua                                           |
| Pipp Petals       | Samanta Figueroa                                          |
| Zipp Storm        | Valca Ponzanelli                                          |
| Opaline           | Valentina Souza (Capítulo 1) Laura Torres (Capítulos 2-6) |
| Misty             | Regina Tiscareño                                          |
| Sparky            | Manuel David                                              |
| Posey Bloom       | Martha Martínez                                           |